# Georg Ohm
Georg Simon Ohm, född 16 mars 1789 i Erlangen, Brandenburg-Bayreuth, död 6 juli 1854 i München, kungariket Bayern, var en tysk fysiker, bror till Martin Ohm. 

## Biografi
Ohm föddes i en protestantisk familj där fadern var låssmed och hans mor dotter till en skräddare. Även om föräldrarna inte var formellt utbildade, var Ohms far en respekterad man som hade utbildat sig till en hög nivå och kunde ge sina söner en utmärkt utbildning genom sin egen undervisning.
Från tidig barndom undervisades Ohm i hög nivå i matematik, fysik, kemi och filosofi av sin far. I september 1806 kunde Ohm börja på en plats som matematiklärare i en skola i Gottstadt bei Nidau i Schweiz. Ohms egna studier hade förberett honom för hans doktorsexamen som han tog vid universitetet i Erlangen den 25 oktober 1811. Han började genast vid fakulteten där som lektor i matematik, men lämnade efter tre terminer på grund av för dålig förtjänst som föreläsare.
Efter en karriär som lärare i många steg kom Ohm till den Kungliga polytekniska skolan i Nürnberg 1833, vilken numera bär hans namn, och 1852 blev han professor i experimentell fysik vid universitetet i München.
Ohms lag publicerades första gången i den berömda boken Die galvanische Kette, Mathematisch bearbeitet (1827), där han gav sin fullständiga teori om elektricitet. I detta arbete, fastställde han sin lag för elektromotorisk kraft som verkar mellan delarna av någon del av en krets, dvs produkten av strömstyrkan, och motståndet i den berörda delen av kretsen. 
Ohm har fått den matematiska formeln, Ohms lag, och mätenheten för resistans eller elektriskt motstånd, ohm, uppkallade efter sig. Hans forskningsresultat publicerades 1827 i en bok: Die galvanische Kette mathematisch bearbeitet.